# Cantone di Vittel
Il Cantone di Vittel è una divisione amministrativa dell'arrondissement di Neufchâteau.
A seguito della riforma complessiva dei cantoni del 2014 è passato da 21 a 45 comuni.

## Composizione
Prima della riforma del 2014 comprendeva i comuni di:
- Bazoilles-et-Ménil
- Contrexéville
- Dombrot-le-Sec
- Domèvre-sous-Montfort
- Domjulien
- Estrennes
- Gemmelaincourt
- Haréville
- Lignéville
- Monthureux-le-Sec
- La Neuveville-sous-Montfort
- Offroicourt
- Rancourt
- Remoncourt
- Rozerotte
- They-sous-Montfort
- Thuillières
- Valfroicourt
- Valleroy-le-Sec
- Vittel
- Viviers-lès-Offroicourt

Dal 2015 comprende i comuni di:
- Aingeville
- Aulnois
- Auzainvilliers
- Bazoilles-et-Ménil
- Belmont-sur-Vair
- Bulgnéville
- Contrexéville
- Crainvilliers
- Dombrot-le-Sec
- Dombrot-sur-Vair
- Domèvre-sous-Montfort
- Domjulien
- Estrennes
- Gemmelaincourt
- Gendreville
- Hagnéville-et-Roncourt
- Haréville
- Lignéville
- Malaincourt
- Mandres-sur-Vair
- Médonville
- Monthureux-le-Sec
- Morville
- La Neuveville-sous-Montfort
- Norroy
- Offroicourt
- Parey-sous-Montfort
- Rancourt
- Remoncourt
- Rozerotte
- Saint-Ouen-lès-Parey
- Saint-Remimont
- Saulxures-lès-Bulgnéville
- Sauville
- Suriauville
- They-sous-Montfort
- Thuillières
- Urville
- La Vacheresse-et-la-Rouillie
- Valfroicourt
- Valleroy-le-Sec
- Vaudoncourt
- Vittel
- Viviers-lès-Offroicourt
- Vrécourt